# Gertrud av Süpplingenburg
Gertrud av Süpplingenburg, född 1115, död 1143, var en tysk adelskvinna och regent. Hon var hertiginna av Bayern och Sachsen som gift med Henrik den stolte, och hertiginna av Bayern som gift med Henrik II av Österrike. Hon var Sachsens regent mellan 1139 och 1142 som förmyndare för sin son Henrik Lejonet. 